# 尼崎市立園田中学校
尼崎市立園田中学校（あまがさきしりつ そのだちゅうがっこう）は、兵庫県尼崎市食満にある公立中学校。

## 沿革
- 1947年（昭和22年）3月29日 - 尼崎市立園田中学校創立。

## 部活動

### 運動部
- 野球部
- 女子バレーボール部
- ソフトテニス部
- 陸上競技部
- バスケットボール部
- サッカー部
- 柔道部
- 女子卓球部

### 文化部
- 美術部
- 吹奏楽部

## 校区
- 尼崎市立園田小学校
- 尼崎市立園和北小学校※一部
- 尼崎市立園田北小学校

## 著名な出身者
- 永山誠（バスケットボール選手） - パナソニックトライアンズ
- 金刃憲人（元プロ野球選手）
- 野間口貴彦（元プロ野球選手）
- 呉屋開斗（元プロ野球選手）
- 江夏豊（元プロ野球選手）
- 西村瑞樹（お笑い芸人）- バイきんぐ
- 床田寛樹（プロ野球選手）

## 通学区域が隣接している学校
- 尼崎市立園田東中学校
- 尼崎市立小園中学校
- 尼崎市立塚口中学校
- 伊丹市立南中学校
- 伊丹市立北中学校